# Regensburg járás
Regensburg járás egy járás Bajorországban. Regensburg járás Regensburg, Straubing-Bogen, Landshut, Kelheim, Neumarkt in der Oberpfalz, Schwandorf, Cham, Roding, Bogen, Straubing, Mallersdorf, Parsberg és Burglengenfeld járásokkal határos. Lakosainak száma 144 278 fő (1987. május 25.).

## Népesség
A járás népessége az elmúlt években az alábbi módon változott:
| Lakosok száma | 26 425 | 6283 | 31 491 | 84 002 | 120 285 | 144 278 | 185 980 | 187 205 | 190 481 | 192 200 |
|               | 1871   | 1885 | 1925   | 1950   | 1970    | 1987    | 2013    | 2014    | 2016    | 2017    |